# Lothar Schröder (Gewerkschafter)
Lothar Schröder (* 5. Dezember 1959 in Weingarten) ist ein deutscher Gewerkschafter, Autor und KI-Experte. Er war Mitglied des ver.di-Bundesvorstandes sowie stellvertretender Aufsichtsratsvorsitzender der Deutschen Telekom und gehörte mehreren Enquete-Kommissionen des Deutschen Bundestags an.
Schröder berät heute Organisationen und Unternehmen bei der Einführung von „Künstlicher Intelligenz“ und hat zu diesem Thema zahlreiche Bücher und Abhandlungen veröffentlicht. Zu den weiteren Themen seiner Veröffentlichungen gehören Digitalisierung, Persönlichkeitsrechte und Zukunft der Arbeit.

## Leben und Werdegang
Schröder absolvierte 1979 eine Ausbildung zum Fernmeldehandwerker. Von 1978 bis 1992 war er Jugendvertreter, Mitglied in Betriebs- und Personalräten sowie stellvertretender Bezirksvorsitzender des Deutschen Postgewerkschaft (DPG) Bezirks Freiburg. Von 1992 bis 2001 war er Leiter der Abteilung Technologiepolitik beim Hauptvorstand der DPG.
Schröder ist verheiratet.

### Gewerkschaftsfunktionen
Von 2001 bis 2006 war Schröder Bereichsleiter „Innovations- und Technologiepolitik“ beim Bundesvorstand von ver.di und übernahm von September 2003 bis März 2006 die Leitung des Bereichs Grundsatz, Strategie und Planung im Fachbereich Telekommunikation, Informationstechnologie, Datenverarbeitung. Im April 2006 wurde Lothar Schröder Mitglied des ver.di-Bundesvorstandes, wo er für die Innovations- und Technologiepolitik sowie „Gute Arbeit“ zuständig war. Außerdem leitete er den Fachbereich „Telekommunikation, Informationstechnologie, Datenverarbeitung“. Schröder war bis 2019 Vorstandsmitglied.

### Weitere Positionen
Schröder war Aufsichtsratsvorsitzender von INPUT Consulting (2003–2023), Mitglied im Aufsichtsrat der VPV Versicherungen (2008–2023) und des Kuratoriums der Deutschen Telekom Stiftung (2009–2023). Er war stellvertretender Aufsichtsratsvorsitzender der Deutschen Telekom und T-Mobile Deutschland(2006–2023). Seit 2008 ist Schröder Vorsitzender des Datenschutzbeirats der Deutschen Telekom. Zudem bestritt er zahlreiche ehrenamtliche Funktionen in der DPG und in Mitbestimmungsgremien der Bundespost und der Telekom. Er war in Beiratsfunktionen zahlreicher Forschungsprojekte tätig und war Mitglied der Enquete-Kommissionen Internet und digitale Gesellschaft(2010–2013) sowie Künstliche Intelligenz – Gesellschaftliche Verantwortung und wirtschaftliche, soziale und ökologische Potenziale (2018–2020). Schröder ist Mitglied des Expertenbeirats „Künstliche Intelligenz“ der Deutschen Telekom und gehört dem Beirat des Diligent Institute und dem Palantir Privacy and Civil Liberties Board an.

## Veröffentlichungen (Auswahl)

### Monografien
- Zusammen mit Frank Bsirske, Hans-L. Endl, Michael Schwemmle: Wissen ist was wert. VSA, Hamburg 2003, ISBN 3-89965-015-8.
- Zusammen mit Hans L. Endl, Petra Höfers, Hans-Joachim-Schulz: Soziales Benchmarking. VSA, Hamburg 2006, ISBN 3-89965-159-6.
- Zusammen mit Hans-Jürgen Urban: Gute Arbeit. Bund-Verlag, Frankfurt am Main 2012, ISBN 978-3-7663-6107-3 (Gute Arbeit online).
- Die digitale Treppe. Wie die Digitalisierung unsere Arbeit verändert und wie wir damit umgehen. Bund-Verlag, Frankfurt am Main 2016, ISBN 978-3-7663-6788-4, Leseprobe.[14]
- Zusammen mit Markus Franz: Eine warme Stimme schleicht sich in dein Ohr. Fluch und Segen von Künstlicher Intelligenz. Gewerkschaftliche Antworten. VSA, Hamburg 2019, ISBN 978-3-96488-034-5.
- Zusammen mit Frank Bsirske, Frank Werneke, Dina Bösch, Achim Meerkamp: Grenzenlos vernetzt? VSA Verlag, Hamburg 2012, ISBN 978-3-89965-488-2.
- Zusammen mit Petra Höfers: Praxishandbuch Künstliche Intelligenz. Handlungsanleitungen, Praxistipps, Prüffragen Checklisten. Bund-Verlag, Frankfurt am Main 2022, ISBN 978-3-7663-7264-2.

### Herausgeberschaften
- Zusammen mit Michael Sommer, Michael Schwemmle (Hrsg.): Neu denken – neu handeln – Arbeit und Gewerkschaften im digitalen Kapitalismus. VSA, Hamburg 2001, ISBN 3-87975-838-7.

### Beiträge
- Betriebliches Innovationsmanagement. In: Arbeitsrecht im Betrieb, 4/2005.
- Menschengerechte Arbeit ist bedürfnisgerechte Arbeit. In: Zeitschrift für Arbeitswissenschaft, 4/2015.
- Moderne digitale Arbeitswelt: Vor welchen Herausforderungen steht Deutschland? Die Perspektive der Gewerkschaften. In: Digitalisierung von Wirtschaft und Gesellschaft: Die technologische Zukunftsfähigkeit Deutschlands auf dem Prüfstand. Walter-Raymond-Stiftung der Bundesvereinigung der Deutschen Arbeitgeberverbände, 03/2016.
- Vom Wesen des Menschen und der Totalisierung des Zählbaren. In: Berufsverband der Datenschutzbeauftragten Deutschlands-News, Sonderausgabe 2016.
- Wenn Kollege Computer mitreden will – Künstliche Intelligenz, Arbeitswelt und Arbeitsrecht. Recht in Köln, 2019.
- Lernende Maschinen im Betrieb – die neue Architektur der Arbeitswelt. Stiftung Deutsches Hygiene-Museum 2021.
- KI-Lagom – betrieblicher Ordnungsrahmen für den Einsatz von KI. Datenschutzpraxis für Betriebs und Personalräte 2021.